# Markstein im Kampf der Kölner Bürger um ihre Unabhängigkeit

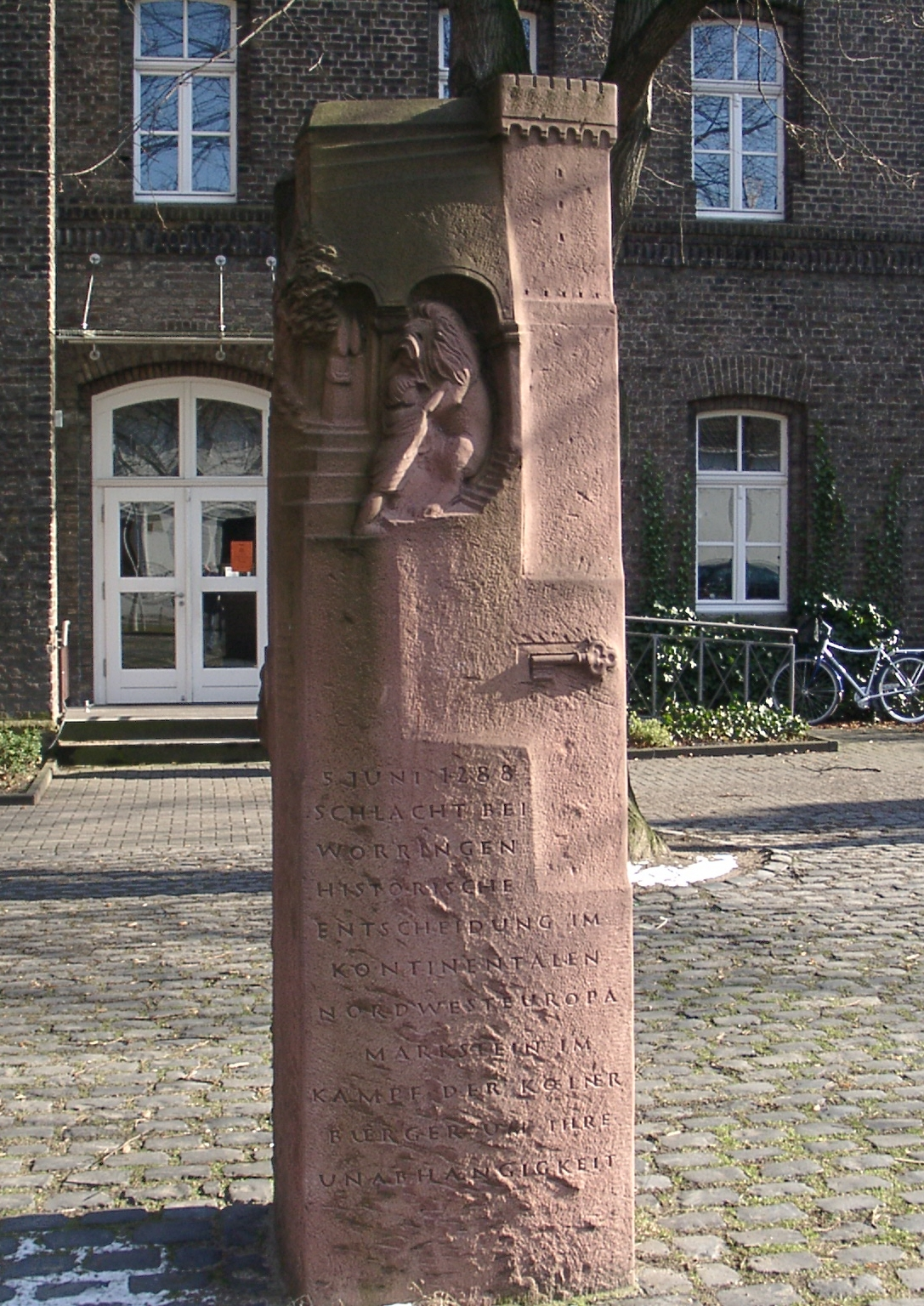
Markstein im Kampf der Bürger um ihre Unabhängigkeit

Der Markstein im Kampf der Kölner Bürger um ihre Unabhängigkeit ist ein Mahnmal in Köln zum Gedenken an die Schlacht von Worringen im Jahre 1288. Es befindet sich auf dem ehemaligen Schulhof in Worringen, dem heutigen St.-Tönnis-Platz. Es wurde von dem Worringer Steinmetz- und Bildhauermeister Hilarius Schwarz aus rotem Main-Sandstein geschaffen. Am 5. Juni 1988 wurde es eingeweiht.
Die Bildnisse zeigen den „Löwenkämpfer“ Hermann Grin, Bürgermeister von Köln im Jahr 1262, wie die Legende berichtet, und den Schlüssel der Stadt Köln. Die Inschrift lautet:
5. JUNI 1288
SCHLACHT BEI
WORRINGEN
HISTORISCHE
ENTSCHEIDUNG IM
KONTINENTALEN
NORDWESTEUROPA
MARKSTEIN IM
KAMPF DER KÖLNER
BÜRGER UM IHRE
UNABHÄNGIGKEIT